# Rotterdam World Tennis Tournament
Rotterdam Open er en professionel tennisturnering for mænd, som hvert år i februar afvikles i Rotterdam, Holland. Turneringen bliver afviklet indendørs på hardcourt-baner i Rotterdam Ahoy, og den har været en del af ATP Tour siden tourens første sæson i 1990, og hvor den siden 2009 har været kategoriseret i kategorien ATP 500.
I singleturneringen er Roger Federer (2005, 2012 og 2018) den eneste, der har vundet titlen tre gange, mens Arthur Ashe, Stefan Edberg (1986–87), Nicolas Escudé (2001–02), Robin Söderling (2010–11) og Gaël Monfils (2019–20) alle har vundet turneringen to år i træk. Federer (2001, 2005, 2012 og 2018) og Jimmy Connors (1978, 1981–82 og 1984) er de eneste spillere med fire finalepladser.
Doubletitlen er blevet vundet fire gange af Anders Järryd (1987, 1991, 1993, 1995), Nenad Zimonjić (2009–10, 2012–13) og Nicolas Mahut (2014, 2016, 2018, 2020), mens Frew McMillan er den eneste spiller, der har vundet titlen tre gange i træk (1974–76).

## Historie
Den første udgave af turneringen i Rotterdam blev afholdt i 1974, hvor værtslandets Tom Okker vandt turneringen. Oprindeligt var den en del af touren World Championship Tennis, men i 1978 blev den en del af Grand prix-serien. Siden oprettelsen af ATP Tour i 1990 har turneringen været en del af ATP Tour.
I 1984 blev singlefinalen mellem Ivan Lendl og Jimmy Connors afbrudt i andet sæt ved stillingen 6–0, 1–0 på grund af en bombetrussel, og kampen blev ikke spillet færdig, da Lendl ikke var parat til at spille videre.
Siden 2004 har den tidligere professionelle tennisspiller Richard Krajicek været turneringsdirektør.
I 2012 blev der sat tilskuerrekord, da i alt 115.894 tilskuere overværede turneringen, hvor Roger Federer for første gang i syv år deltog. Denne rekord blev slået i 2018, hvor 120.000 tennisfans så på, efter at Federer tog imod et wildcard til turneringen efter fem års fravær.
Siden den første turnering i 1974 har turneringen været sponsoreret af ABN AMRO, og indtil 2023 blev turneringen afviklet under navnet ABN AMRO World Tennis Tournament. Siden 2024 er den blevet markedsført under navnet ABN AMRO Open.

## Vindere og finalister

### Herresingle
| År   | Mester                | Finalist                    | Finaleresultat      |
| ---- | --------------------- | --------------------------- | ------------------- |
| 1974 | Tom Okker             | Tom Gorman                  | 3–6, 7–6(2), 6–1    |
| 1975 | Arthur Ashe (1)       | Tom Okker                   | 3–6, 6–2, 6–4       |
| 1976 | Arthur Ashe (2)       | Bob Lutz                    | 6–3, 6–3            |
| 1977 | Dick Stockton         | Ilie Năstase                | 2–6, 6–3, 6–3       |
| 1978 | Jimmy Connors         | Raúl Ramírez                | 7–5, 7–5            |
| 1979 | Björn Borg            | John McEnroe                | 6–4, 6–2            |
| 1980 | Heinz Günthardt       | Gene Mayer                  | 6–2, 6–4            |
| 1981 | Jimmy Connors (2)     | Gene Mayer                  | 6–1, 2–6, 6–2       |
| 1982 | Guillermo Vilas       | Jimmy Connors               | 0–6, 6–2, 6–4       |
| 1983 | Gene Mayer            | Guillermo Vilas             | 6–1, 7–6            |
| 1984 | Ingen vinder          | Ivan Lendl og Jimmy Connors | 6–0, 1–0 afbrudt    |
| 1985 | Miloslav Mečíř        | Jakob Hlasek                | 6–1, 6–2            |
| 1986 | Joakim Nyström        | Anders Järryd               | 6–0, 6–3            |
| 1987 | Stefan Edberg         | John McEnroe                | 3–6, 6–3, 6–1       |
| 1988 | Stefan Edberg (2)     | Miloslav Mečíř              | 7–6, 6–2            |
| 1989 | Jakob Hlasek          | Anders Järryd               | 6–1, 7–5            |
| 1990 | Brad Gilbert          | Jonas Svensson              | 6–1, 6–3            |
| 1991 | Omar Camporese        | Ivan Lendl                  | 3–6, 7–6(4), 7–6(4) |
| 1992 | Boris Becker          | Aleksandr Volkov            | 7–6(9), 4–6, 6–2    |
| 1993 | Anders Järryd         | Karel Nováček               | 6–3, 7–5            |
| 1994 | Michael Stich         | Wayne Ferreira              | 4–6, 6–3, 6–0       |
| 1995 | Richard Krajicek      | Paul Haarhuis               | 7–6(5), 6–4         |
| 1996 | Goran Ivanišević      | Jevgenij Kafelnikov         | 6–4, 3–6, 6–3       |
| 1997 | Richard Krajicek (2)  | Daniel Vacek                | 7–6(4), 7–6(5)      |
| 1998 | Jan Siemerink         | Thomas Johansson            | 7–6(2), 6–2         |
| 1999 | Jevgenij Kafelnikov   | Tim Henman                  | 6–2, 7–6(3)         |
| 2000 | Cédric Pioline        | Tim Henman                  | 6–7(3), 6–4, 7–6(4) |
| 2001 | Nicolas Escudé        | Roger Federer               | 7–5, 3–6, 7–6(5)    |
| 2002 | Nicolas Escudé (2)    | Tim Henman                  | 3–6, 7–6(7), 6–4    |
| 2003 | Maks Mirnyj           | Raemon Sluiter              | 7–6(3), 6–4         |
| 2004 | Lleyton Hewitt        | Juan Carlos Ferrero         | 6–7(1), 7–5, 6–4    |
| 2005 | Roger Federer         | Ivan Ljubičić               | 5–7, 7–5, 7–6(5)    |
| 2006 | Radek Štěpánek        | Christophe Rochus           | 6–0, 6–3            |
| 2007 | Mikhail Juzjnyj       | Ivan Ljubičić               | 6–2, 6–4            |
| 2008 | Michaël Llodra        | Robin Söderling             | 6–7(3), 6–3, 7–6(4) |
| 2009 | Andy Murray           | Rafael Nadal                | 6–3, 4–6, 6–0       |
| 2010 | Robin Söderling       | Mikhail Juzjnyj             | 6–4, 2–0 opg.       |
| 2011 | Robin Söderling (2)   | Jo-Wilfried Tsonga          | 6–3, 3–6, 6–3       |
| 2012 | Roger Federer (2)     | Juan Martín del Potro       | 6–1, 6–4            |
| 2013 | Juan Martín del Potro | Julien Benneteau            | 7–6(2), 6–3         |
| 2014 | Tomáš Berdych         | Marin Čilić                 | 6–4, 6–2            |
| 2015 | Stan Wawrinka         | Tomáš Berdych               | 4–6, 6–3, 6–4       |
| 2016 | Martin Kližan         | Gaël Monfils                | 6–7(1), 6–3, 6–1    |
| 2017 | Jo-Wilfried Tsonga    | David Goffin                | 4–6, 6–4, 6–1       |
| 2018 | Roger Federer (3)     | Grigor Dimitrov             | 6–2, 6–2            |
| 2019 | Gaël Monfils          | Stan Wawrinka               | 6–3, 1–6, 6–2       |
| 2020 | Gaël Monfils (2)      | Félix Auger-Aliassime       | 6–2, 6–4            |
| 2021 | Andrej Rubljov        | Márton Fucsovics            | 7–6(4), 6–4         |
| 2022 | Félix Auger-Aliassime | Stefanos Tsitsipas          | 6–4, 6–2            |
| 2023 | Daniil Medvedev       | Jannik Sinner               | 5–7, 6–2, 6–2       |
| 2024 | Jannik Sinner         | Alex de Minaur              | 7–5, 6–4            |
| 2025 | Carlos Alcaraz        | Alex de Minaur              | 6–4, 3–6, 6–2       |

### Herredouble
| År   | Mestre                                      | Finalister                            | Finaleresultat       |
| ---- | ------------------------------------------- | ------------------------------------- | -------------------- |
| 1974 | Bob Hewitt Frew McMillan                    | Pierre Barthès Ilie Năstase           | 3–6, 6–4, 6–3        |
| 1975 | Bob Hewitt (2) Frew McMillan (2)            | José Higueras Balázs Taróczy          | 6–2, 6–2             |
| 1976 | Rod Laver Frew McMillan (3)                 | Arthur Ashe Tom Okker                 | 6–1, 6–7(4), 7–6(5)  |
| 1977 | Wojtek Fibak Tom Okker                      | Vijay Amritraj Dick Stockton          | 6–4, 6–4             |
| 1978 | Fred McNair Raúl Ramírez                    | Bob Lutz Stan Smith                   | 6–2, 6–3             |
| 1979 | Peter Fleming John McEnroe                  | Heinz Günthardt Bernard Mitton        | 6–4, 6–4             |
| 1980 | Vijay Amritraj Stan Smith                   | Bill Scanlon Brian Teacher            | 6–4, 6–3             |
| 1981 | Fritz Buehning Ferdi Taygan                 | Gene Mayer Sandy Mayer                | 7–6, 1–6, 6–4        |
| 1982 | Mark Edmondson Sherwood Stewart             | Fritz Buehning Kevin Curren           | 7–5, 6–2             |
| 1983 | Fritz Buehning (2) Tom Gullikson            | Peter Fleming Pavel Složil            | 7–6, 4–6, 7–6        |
| 1984 | Kevin Curren Wojtek Fibak (2)               | Fritz Buehning Ferdi Taygan           | 6–4, 6–4             |
| 1985 | Tomáš Šmíd Pavel Složil                     | Vitas Gerulaitis Paul McNamee         | 6–4, 6–4             |
| 1986 | Stefan Edberg Slobodan Živojinović          | Wojtek Fibak Matt Mitchell            | 2–6, 6–3, 6–2        |
| 1987 | Stefan Edberg (2) Anders Järryd             | Chip Hooper Mike Leach                | 3–6, 6–3, 6–4        |
| 1988 | Patrik Kühnen Tore Meinecke                 | Magnus Gustafsson Diego Nargiso       | 7–6, 7–6             |
| 1989 | Miloslav Mečíř Milan Šrejber                | Jan Gunnarsson Magnus Gustafsson      | 7–6, 6–0             |
| 1990 | Leonardo Lavalle Jorge Lozano               | Diego Nargiso Nicolás Pereira         | 6–3, 7–6             |
| 1991 | Patrick Galbraith Anders Järryd (2)         | Steve DeVries David Macpherson        | 7–6, 6–2             |
| 1992 | Marc-Kevin Goellner David Prinosil          | Paul Haarhuis Mark Koevermans         | 6–2, 6–7, 7–6        |
| 1993 | Henrik Holm Anders Järryd (3)               | David Adams Andrej Olhovskij          | 6–4, 7–6             |
| 1994 | Jeremy Bates Jonas Björkman                 | Jacco Eltingh Paul Haarhuis           | 6–4, 6–1             |
| 1995 | Martin Damm Anders Järryd (4)               | Tomás Carbonell Francisco Roig        | 6–3, 6–2             |
| 1996 | David Adams Marius Barnard                  | Hendrik Jan Davids Cyril Suk          | 6–3, 5–7, 7–6        |
| 1997 | Jacco Eltingh Paul Haarhuis                 | Libor Pimek Byron Talbot              | 7–6(5), 6–4          |
| 1998 | Jacco Eltingh (2) Paul Haarhuis (2)         | Neil Broad Piet Norval                | 7–6, 6–3             |
| 1999 | David Adams (2) John-Laffnie de Jager       | Neil Broad Peter Tramacchi            | 6–7(5), 6–3, 6–4     |
| 2000 | David Adams (3) John-Laffnie de Jager (2)   | Tim Henman Yevgeny Kafelnikov         | 5–7, 6–2, 6–3        |
| 2001 | Jonas Björkman (2) Roger Federer            | Petr Pála Pavel Vízner                | 6–3, 6–0             |
| 2002 | Roger Federer (2) Max Mirnyi                | Mark Knowles Daniel Nestor            | 4–6, 6–3, [10–4]     |
| 2003 | Wayne Arthurs Paul Hanley                   | Roger Federer Max Mirnyi              | 7–6(4), 6–2          |
| 2004 | Paul Hanley (2) Radek Štěpánek              | Jonathan Erlich Andy Ram              | 5–7, 7–6(5), 7–5     |
| 2005 | Jonathan Erlich Andy Ram                    | Cyril Suk Pavel Vízner                | 6–4, 4–6, 6–3        |
| 2006 | Paul Hanley (3) Kevin Ullyett               | Jonathan Erlich Andy Ram              | 7–6(4), 7–6(2)       |
| 2007 | Martin Damm (2) Leander Paes                | Andrei Pavel Alexander Waske          | 6–3, 6–7(5), [10–7]  |
| 2008 | Tomáš Berdych Dmitry Tursunov               | Philipp Kohlschreiber Mikhail Youzhny | 7–5, 3–6, [10–7]     |
| 2009 | Daniel Nestor Nenad Zimonjić                | Lukáš Dlouhý Leander Paes             | 6–2, 7–5             |
| 2010 | Daniel Nestor (2) Nenad Zimonjić (2)        | Simon Aspelin Paul Hanley             | 6–4, 4–6, [10–7]     |
| 2011 | Jürgen Melzer Philipp Petzschner            | Michaël Llodra Nenad Zimonjić         | 6–4, 3–6, [10–5]     |
| 2012 | Michaël Llodra Nenad Zimonjić (3)           | Robert Lindstedt Horia Tecău          | 4–6, 7–5, [16–14]    |
| 2013 | Robert Lindstedt Nenad Zimonjić (4)         | Thiemo de Bakker Jesse Huta Galung    | 5–7, 6–3, [10–8]     |
| 2014 | Michaël Llodra (2) Nicolas Mahut            | Jean-Julien Rojer Horia Tecău         | 6–2, 7–6(4)          |
| 2015 | Jean-Julien Rojer Horia Tecău               | Jamie Murray John Peers               | 3–6, 6–3, [10–8]     |
| 2016 | Nicolas Mahut (2) Vasek Pospisil            | Philipp Petzschner Alexander Peya     | 7–6(2), 6–4          |
| 2017 | Ivan Dodig Marcel Granollers                | Wesley Koolhof Matwé Middelkoop       | 7–6(5), 6–3          |
| 2018 | Pierre-Hugues Herbert Nicolas Mahut (3)     | Oliver Marach Mate Pavić              | 2–6, 6–2, [10–7]     |
| 2019 | Jérémy Chardy Henri Kontinen                | Jean-Julien Rojer Horia Tecău         | 7–6(5), 7–6(4)       |
| 2020 | Pierre-Hugues Herbert (2) Nicolas Mahut (4) | Henri Kontinen Jan-Lennard Struff     | 7–6(5), 4–6, [10–7]  |
| 2021 | Nikola Mektić Mate Pavić                    | Kevin Krawietz Horia Tecău            | 7–6(7), 6–2          |
| 2022 | Robin Haase Matwé Middelkoop                | Lloyd Harris Tim Pütz                 | 4–6, 7–6(5), [10–5]  |
| 2023 | Ivan Dodig (2) Austin Krajicek              | Rohan Bopanna Matthew Ebden           | 7–6(5), 2–6, [12–10] |
| 2024 | Wesley Koolhof Nikola Mektić (2)            | Robin Haase Botic van de Zandschulp   | 6–3, 7–5             |
| 2025 | Simone Bolelli Andrea Vavassori             | Sander Gillé Jan Zieliński            | 6–2, 4–6, [10–6]     |